# Sergiu Voloc
Sergiu Voloc (n. 12 martie 1983, Tătărești, Strășeni) este un actor și prezentator TV din Republica Moldova. A fost protagonistul unui show la Publika TV, „Cool Publika”. A studiat la Academia de Muzică, Teatru și Arte Plastice din Chișinău, Facultatea de Artă dramatică.

## Actorie
A devenit cunoscut publicului prin rolurile sale în scurtmetrajele „Plictis și inspirație”, „Când se stinge lumina”, „Sașa, Grișa și Ion”, „Covorul”, „Bingo” și în lungmetrajul Nunta în Basarabia.
A fost nominalizat la Premiul Gopo 2014 pentru „cel mai bun actor în rol secundar” pentru rolul său din filmul La limita de jos a cerului, în regia lui Igor Cobileanski.

## Filmografie
Scurtmetraje
- Când se stinge lumina (2006)
- Ba Liduța, ba Veruța
- Sașa, Grișa și Ion (2006)
- Plictis și inspirație (2007)
- Covorul (2008)
- Bingo (2010)

Lungmetraje
- Nuntă în Basarabia (2009)
- La limita de jos a cerului (2013)

## Viață personală
Sergiu Voloc a fost căsătorit cu interpreta de jazz Silvia Allegro, cu care are un băiat. Mai are un băiat dintr-o relație anterioară.

### Condamnarea și achitarea
În 2012, actorul a fost amendat cu 11.000 lei moldovenești și a fost privat de dreptul de a conduce mijloace de transport pe un termen de trei ani, din cauza unui incident din mai 2012, când ar fi refuzat să fie supus testării alcoolscopice și examenului medical după ce fusese stopat de agenții de circulație. El a protestat decizia Curții Supreme de Justiție (CSJ) de a menține în vigoare pedeapsa, pătruncând în sediul CSJ și bătând cu pumnii în mai multe uși. Pentru acest fapt, în iulie 2015 Judecătoria sectorului Rîșcani l-a condamnat pe Voloc la 4 ani de închisoare cu suspendare pentru huliganism.
Decizia a provocat proteste, iar Amnesty International Moldova a emis o declarație în care afirma că sentința dictată lui Sergiu Voloc este „o rușine a Justiției moldovenești”. În 2016, CSJ a anulat decizia primei instanțe și l-a achitat integral pe Voloc.